# John Maynard Smith
John Maynard Smith (Londres, 6 de janeiro de 1920 — Lewes, 19 de abril de 2004) foi um biólogo britânico.
Foi professor emérito na Universidade de Sussex, especializado em genética e teoria evolucionária. Famoso por utilizar a teoria dos jogos como ferramenta para explicar certos fenômenos evolucionários.
Nascido em Londres, sua família mudou-se para Exmoor em 1928, quando seu pai morreu. Formou-se em engenharia e trabalhou como projetista de aeronaves durante a Segunda Guerra Mundial. Quando esta terminou, voltou à universidade e formou-se em biologia.
Agraciado em vida, tem o seu nome imortalizado no Prémio John Maynard Smith, da European Society for Evolutionary Biology.